# Pterygioteuthis gemmata
Pterygioteuthis gemmata är en bläckfiskart som beskrevs av Chun 1908. Pterygioteuthis gemmata ingår i släktet Pterygioteuthis och familjen Pyroteuthidae. Inga underarter finns listade i Catalogue of Life.